# Schönried

Montreux-Oberland-Bahn, Schönried im Wildhorn und Oldenhorn

Schönried ist ein Dorf im Saanenland (Kanton Bern, Schweiz). Es liegt auf 1231 m ü. M. zwischen Gstaad und Zweisimmen und gehört zur Gemeinde Saanen. Schönried ist ein Ferienort mit einem gut ausgebauten Ski- und Wandergebiet.
Die Wohngebiete liegen auf einer Höhe von 1190 m bis 1327 m. Schönried verfügt über ein eigenes Schulhaus (Primarschule), eine Poststelle, eine Käserei und einige Geschäfte.
Die Postleitzahl lautet 3778 und umfasst nur den Ort Schönried.

## Verkehrsinfrastruktur
Als Kantonsstrasse führt die Hauptstrasse 11, mit einer Geschwindigkeitsbeschränkung von 50 km/h, durch das Dorf.
Schönried verfügt über einen Bahnhof der Montreux-Berner Oberland-Bahn (MOB), an der Linie Zweisimmen–Montreux. Die nächstgelegenen Haltestellen sind östlich der Bahnhof Saanenmöser und westlich die Bedarfshaltestelle und Ausweiche Gruben.
Von Schönried führt die Gondelbahn Rellerli auf den nordwestlich gelegenen Rellerligrat (1831 m ü. M.). Südöstlich führt ein Sessellift aufs Horneggli (1770 m ü. M.) unterhalb des Gipfels der Hornflue (1949 m ü. M.). Hier besteht im Winter ein Teil des Skigebiets Gstaad Mountain Rides. In diesem Teil gibt es durchgängig befahrbare Skipisten, die über die Saanenmöser bis nach Zweisimmen reichen; es sind allerdings Skilifte zu benützen, um nach Zweisimmen zu gelangen.

## Persönlichkeiten
- Michael von Grünigen (* 11. April 1969 in Schönried), mehrfacher Skiweltmeister und Weltcupsieger
- Markus Herrmann (* 17. November 1972 in Schönried), ehemaliger Skirennfahrer